# 李傑 (工業大數據專家)
李傑（1957年—），旅美華裔人工智慧科學家，台灣出生喬治華盛頓大學畢業。美國馬里蘭大學講座教授，曾担任上海交通大學長江學者、美國辛辛那提大學講座教授、美國國家科學基金會智能維護系統產學合作中心主任。研究方向為工業人工智慧。

## 外部來源
- 李傑：從大數據中 　找出看不到的競爭天下雜誌
- FII副董李傑：工業大數據是戰略資源 （页面存档备份，存于）自由財經